# Double Dragon (série de jeux vidéo)
Pour les articles homonymes, voir Double Dragon.
 (octobre 2019).
Si vous disposez d'ouvrages ou d'articles de référence ou si vous connaissez des sites web de qualité traitant du thème abordé ici, merci de compléter l'article en donnant les références utiles à sa vérifiabilité et en les liant à la section « Notes et références ».
Double Dragon (双截龍, ダブルドラゴン, Daburu Doragon - Sō Setsu Ryū) est une série de jeux vidéo initialement développée par Yoshihisa Kishimoto pour Technos sur borne d'arcade. Apparue en 1987, cette série emblématique du beat'em up a été déclinée sur la plupart des consoles de jeu et micro-ordinateurs de l'époque. Le succès de la série a donné naissance à divers produits dérivés, notamment une adaptation cinématographique, une série animée et des comics. La série de jeux met en scène les deux frères Billy Lee et Jimmy Lee qui sont un hommage à Bruce Lee, d'où le titre de la série de jeux vidéo.
La série est maintenant la propriété d'Arc System Works, la même compagnie qui avait développé en 1988 la version Master System du premier Double Dragon.

## Les épisodes
- Double Dragon (beat them all, 1987)
- Double Dragon 2: The Revenge (beat them all, 1988)
- Double Dragon 3: The Rosetta Stone (beat them all, 1990)
- Super Double Dragon (beat them all, 1992)
- Battletoads and Double Dragon: The Ultimate Team (beat them all, 1993)
- Double Dragon 5: The Shadow falls (jeu de combat, 1994)
- Double Dragon (jeu de combat, 1994)
- Rage of the Dragons (jeu de combat, 2002)
- Double Dragon Advance (beat them all, 2003)
- Double Dragon Neon (beat them all, 2012)
- Double Dragon IV (beat them all, 2017)
- Double Dragon Gaiden: Rise of the Dragons (beat them all, 2023)
- Double Dragon Revive (2025)

## Produits dérivés

### Le film
Le film Double Dragon (titre original : Double Dragon : The Movie) de James Yukich sort en 1994. Scott Wolf y incarne Billy et Mark Dacascos, Jimmy.

### La série animée
Double Dragon est une série animée diffusée en 1993, composée de deux saisons de treize épisodes.

### Comics
Des comics Double Dragon sont sortis aux États-Unis.[réf. nécessaire]

### Jeux de société
Un jeu de société Double Dragon est sorti en 1989, édité par Tiger Electronics. Il se joue de deux à quatre joueurs pour une durée moyenne de jeu de 20 minutes.

### Jouets
Une série de jouets a été éditée par Tyco Toys. Les personnages représentés sont : Billy Lee, Jimmy Lee, Vortex, Trigger Happy, Sickle, Shadow Master, ainsi qu'une moto avec sidecar avec un lanceur de projectile.